# Can Badia (Cabrils)
Can Badia és una masia de Cabrils (Maresme).

## Descripció
Conjunt d'edificis que formen habitatge i naus per encabir-hi, primer una granja i després una plantació de clavells. Hi ha un edifici central amb les funcions d'habitatge i oficines, que consta de planta baixa, pis i golfes. Destaca un rellotge de sol esgrafiat i les finestres de les golfes a l'estil de galeria catalana. A l'esquerra s'hi afegeix una galeria annexa amb la coberta plana.
Aquest serveix de punt de referència per una sèrie de naus al voltant que formen un pati a la part del darrere. Les cobertes són de teula a dues vessats.
A la dreta hi ha unes naus que tanquen l'espai a modus de closa i s'hi accedeix per una portalada. També hi ha una bassa.

## Història
També coneguda com a Masia Blanca. La família Badia adquirí aquesta propietat en subhasta l'any 1943. Primer fou una granja d'animals i després es convertí e un centre de plantació de clavells. Des d'aquesta explotació es van patentar diverses variants de clavells.